# Ferme Buterne Military Cemetery
Ferme Buterne Military Cemetery is een Britse militaire begraafplaats met gesneuvelden uit de Eerste Wereldoorlog, gelegen in de Franse plaats Houplines in het Noorderdepartement. De begraafplaats werd ontworpen door Arthur Hutton en ligt langs de weg van La Chapelle-d'Armentières naar Frelinghien, zo'n kilometer ten zuiden van het dorpscentrum van Houplines. Ze heeft een langwerpig grondplan en wordt omgeven door een bakstenen muur. In een halfcirkelvormige uitstulping van de zuidwestelijk muur staat het Cross of Sacrifice. De begraafplaats wordt onderhouden door de Commonwealth War Graves Commission.
Er worden 129 doden herdacht waaronder 2 niet geïdentificeerde.

## Geschiedenis
Houplines werd op 17 oktober 1914 door de 4th Division veroverd en bleef in geallieerde handen tot het tijdens het Duitse lenteoffensief van 1918 door hen werd ingenomen. In september werd het opnieuw door de geallieerden ingenomen. Tijdens de oorlog telde de gemeente vier militaire begraafplaatsen en een aantal militaire perken op de gemeentelijke begraafplaats. Ferme Buterne Military Cemetery werd van januari tot oktober 1915 gebruikt. Na de oorlog werden de oorlogsgraven herschikt en bleven er nog twee begraafplaatsen over, nl.: Ferme Buterne Military Cemetery en Houplines Communal Cemetery Extension.
Er rusten nu 128 Britten (waarvan 2 niet geïdentificeerde) en 1 Canadees.

## Graven

### Onderscheiden militairen
- onderluitenant Thomas Henry Spanton en schutter A. Waterhouse, beiden van het King's Royal Rifle Corps werden onderscheiden met de Distinguished Conduct Medal (DCM).

### Minderjarige militairen
- soldaat Walter Booth van het North Staffordshire Regiment en soldaat Alfred Bazil Gibson van het London Regiment (Royal Fusiliers) waren 17 jaar oud toen ze sneuvelden.